# Стрельба в средней школе Апалачи
4 сентября 2024 года произошла массовая стрельба в средней школе Апалачи в округе Барроу, вблизи Уайндера, штат Джорджия, к северо-востоку от Атланты. По меньшей мере четыре человека погибли (два учителя и два ученика) ещё девять получили ранения.
Стрелявший, 14-летний Кольт Грей, ученик этой школы, остался жив и был взят под стражу после стрельбы. Он будет обвинён в убийствах и предстанет перед судом как взрослый.

## Место нападения
Средняя школа Апалачи — государственное учебное заведение, расположенное в округе Барроу, штат Джорджия, примерно в 50 милях (80 км) к северо-востоку от Атланты. В школе обучаются около 1900 учащихся.

## Ход событий
Перед основными событиями в среднюю школу Апалачи поступил звонок от неизвестного, который сообщил, что в пяти школах произойдут нападения и что Апалачи будет первой.
Сообщения о стрельбе поступили в 9:30 утра, школу закрыли около 10:20 утра, а правоохранительные органы прибыли в 10:23 утра. Бюро расследований Джорджии заявило, что первый звонок с сообщением об «активном стрелке» поступил около 10:20 утра по местному времени. Полицейские прибыли на место в течение нескольких минут. Школьные офицеры столкнулись с подозреваемым, тот быстро им сдался.
Один из учеников сообщил, что услышал десять выстрелов, но не поверил в то, что всё серьёзно, пока полицейские не велели стрелку бросить оружие. После этого ученики забаррикадировались. Другой ученик сообщил журналистам, что их учитель запер дверь, и ученики побежали в заднюю часть комнаты. В какой-то момент кто-то постучал в дверь их класса и несколько раз крикнул: «Откройте!». Когда стук прекратился, ученик сказал, что услышал ещё больше выстрелов и криков. Позже ученики были эвакуированы на футбольное поле.
Полиция штата Джорджия направила на место происшествия множество сотрудников, и, как сообщается, на месте происшествия было пять машин скорой помощи.
Джо Байден был проинформирован о стрельбе.

## Подозреваемый
Первоначально имя подозреваемого не было названо правоохранительными органами, его описали как 14-летнего подростка, которого взяли под стражу живым. Позже директор Бюро расследований Джорджии Крис Хоузи назвал подозреваемого Кольтом Греем, учеником этой школы, добавив, что он будет обвинён в убийствах и предстанет перед судом как взрослый. Сообщается, что во время стрельбы в школе подозреваемый использовал винтовку типа AR-15.
Вскоре выяснилось, что в мае 2023 годы агенты ФБР приезжали в дом семьи Греев для выяснения обстоятельств публикации угроз скулшутингом в интернете. ФБР подтвердило, что их отправил 13-летний на тот момент Кольт Грей, но уголовное дело против него возбуждать не стали.